# Gunsan
Gunsan (Hán Việt: Quần Sơn) là một thành phố thuộc tỉnh Jeolla Bắc tại Hàn Quốc.  Thành phố nằm ở bờ nam của sông Geum đoạn cửa sông đổ ra Hoàng Hải.  Gunsan có tuyến đường sắt Gunsan hoạt động thường xuyên nối từ thành phố Iksan. Thành phố cũng có thể kết nối với đường cao tốc Seohaean.
Căn cứ không quân Kunsan của Không quân Hoa Kỳ nằm trên địa bàn thành phố. Để khuyến khích đầu tư, một khu thương mại tự do đã được tuyên bố thành lập tại khu vực thành phố.

## Khí hậu
| Dữ liệu khí hậu của Gunsan               | Dữ liệu khí hậu của Gunsan | Dữ liệu khí hậu của Gunsan | Dữ liệu khí hậu của Gunsan | Dữ liệu khí hậu của Gunsan | Dữ liệu khí hậu của Gunsan | Dữ liệu khí hậu của Gunsan | Dữ liệu khí hậu của Gunsan | Dữ liệu khí hậu của Gunsan | Dữ liệu khí hậu của Gunsan | Dữ liệu khí hậu của Gunsan | Dữ liệu khí hậu của Gunsan | Dữ liệu khí hậu của Gunsan | Dữ liệu khí hậu của Gunsan |
| Tháng                                    | 1                          | 2                          | 3                          | 4                          | 5                          | 6                          | 7                          | 8                          | 9                          | 10                         | 11                         | 12                         | Năm                        |
| ---------------------------------------- | -------------------------- | -------------------------- | -------------------------- | -------------------------- | -------------------------- | -------------------------- | -------------------------- | -------------------------- | -------------------------- | -------------------------- | -------------------------- | -------------------------- | -------------------------- |
| Cao kỉ lục °C (°F)                       | 18.1 (64.6)                | 20.6 (69.1)                | 26.1 (79.0)                | 29.7 (85.5)                | 31.1 (88.0)                | 32.1 (89.8)                | 36.9 (98.4)                | 36.1 (97.0)                | 33.9 (93.0)                | 29.5 (85.1)                | 25.2 (77.4)                | 18.4 (65.1)                | 36.9 (98.4)                |
| Trung bình ngày tối đa °C (°F)           | 3.4 (38.1)                 | 5.1 (41.2)                 | 9.9 (49.8)                 | 16.4 (61.5)                | 21.6 (70.9)                | 25.4 (77.7)                | 28.6 (83.5)                | 29.6 (85.3)                | 25.6 (78.1)                | 20.0 (68.0)                | 12.9 (55.2)                | 6.6 (43.9)                 | 17.1 (62.8)                |
| Trung bình ngày °C (°F)                  | −0.4 (31.3)                | 1.1 (34.0)                 | 5.4 (41.7)                 | 11.4 (52.5)                | 16.8 (62.2)                | 21.2 (70.2)                | 24.9 (76.8)                | 25.7 (78.3)                | 21.3 (70.3)                | 15.2 (59.4)                | 8.4 (47.1)                 | 2.5 (36.5)                 | 12.8 (55.0)                |
| Tối thiểu trung bình ngày °C (°F)        | −3.7 (25.3)                | −2.3 (27.9)                | 1.8 (35.2)                 | 7.3 (45.1)                 | 12.9 (55.2)                | 17.9 (64.2)                | 22.1 (71.8)                | 22.6 (72.7)                | 17.6 (63.7)                | 11.0 (51.8)                | 4.6 (40.3)                 | −0.9 (30.4)                | 9.2 (48.6)                 |
| Thấp kỉ lục °C (°F)                      | −14.7 (5.5)                | −12.7 (9.1)                | −8.5 (16.7)                | −1.6 (29.1)                | 4.4 (39.9)                 | 10.8 (51.4)                | 14.1 (57.4)                | 14.5 (58.1)                | 8.3 (46.9)                 | 0.7 (33.3)                 | −7.4 (18.7)                | −14.5 (5.9)                | −14.7 (5.5)                |
| Lượng Giáng thủy trung bình mm (inches)  | 32.5 (1.28)                | 32.7 (1.29)                | 45.6 (1.80)                | 78.2 (3.08)                | 81.8 (3.22)                | 154.8 (6.09)               | 241.2 (9.50)               | 263.1 (10.36)              | 127.3 (5.01)               | 54.2 (2.13)                | 58.5 (2.30)                | 32.1 (1.26)                | 1.202 (47.32)              |
| Số ngày giáng thủy trung bình (≥ 0.1 mm) | 11.0                       | 7.7                        | 8.7                        | 7.6                        | 8.2                        | 8.9                        | 13.3                       | 12.5                       | 8.3                        | 6.5                        | 10.0                       | 10.6                       | 113.3                      |
| Số ngày tuyết rơi trung bình             | 10.5                       | 6.0                        | 2.0                        | 0.1                        | 0.0                        | 0.0                        | 0.0                        | 0.0                        | 0.0                        | 0.0                        | 2.6                        | 7.9                        | 29.2                       |
| Độ ẩm tương đối trung bình (%)           | 70.9                       | 70.7                       | 70.9                       | 71.5                       | 74.9                       | 79.5                       | 83.6                       | 82.2                       | 77.9                       | 73.3                       | 71.7                       | 71.9                       | 74.9                       |
| Số giờ nắng trung bình tháng             | 150.0                      | 165.7                      | 191.3                      | 210.0                      | 213.7                      | 176.6                      | 149.6                      | 179.9                      | 186.1                      | 192.4                      | 149.4                      | 147.0                      | 2.111,7                    |
| Phần trăm nắng có thể                    | 48.3                       | 54.0                       | 51.6                       | 53.5                       | 49.0                       | 40.4                       | 33.7                       | 43.0                       | 50.0                       | 55.0                       | 48.4                       | 48.6                       | 47.5                       |
| Nguồn:                                   |                            |                            |                            |                            |                            |                            |                            |                            |                            |                            |                            |                            |                            |

## Thành phố kết nghĩa
- Tacoma, Washington, Hoa Kỳ (1979)
- Yên Đài, Sơn Đông, Cộng hòa Nhân dân Trung Hoa (1994)
- Gimcheon, Gyeongsang Bắc, Hàn Quốc (1998)
- Dong-gu, Daegu, Hàn Quốc (2000)
- Pimpri-Chinchwad, Maharashtra, Ấn Độ (2004)
- Jamshedpur, Jharkhand, Ấn Độ (2004)
- Windsor, Ontario, Canada (2005)